# Бутилон
Бутило́н (сокращённо bk-MBDB или βk-MBDB — от англ. β-keto-N-methylbenzodioxolylbutanamine, химическая формула — С12H15NO3) — органическое соединение, относящееся к классу катинонов. Является β-кето аналогом MBDB.
Является эмпатогеном, психоделиком и психостимулятором.

## История открытия
Бутилон впервые синтезирован Кёппе, Людвигом и Зайлем и упоминается в их исследовании 1967 года. До 2005 года оставался неизвестным препаратом, был синтезирован химической компанией-поставщиком, и с тех пор продолжает продаваться в качестве вещества для исследований; рассматривается как возможный энтеоген. Бутилон имеет такое же отношение к MBDB, как метилон к MDMA.

## Методы получения
Бутилон может быть синтезирован в лаборатории по следующей схеме: 
3′,4′-метилендиоксибутирофенон растворяют в дихлорметане с бромом, что даёт 3′,4′-метилендиокси-2-бромбутирофенон. Затем этот продукт реакции растворяется в дихлорметане и добавляется к 40 % водному раствору метиламина. После добавляется соляная кислота. Водный слой удаляется и выполняется подщелачивание с помощью бикарбоната натрия. Для экстракции амина используется эфир. Наконец, добавляется раствор диэтилового эфира (Et₂O) и соляной кислоты (HCl) для получения бутилона.

## Дозировка
Диапазон дозировки не вполне понятен, но, возможно, он является меньшим, чем у MBDB.

## Метаболизм
Формальное исследование этого химического соединения было впервые проведено в 2009 году, и было обнаружено, что он метаболизируется схожим образом с такими родственными препаратами, как метилон.